# Campeonato da Europa de Atletismo de 2012 - Lançamento de dardo feminino
A prova do lançamento de dardo feminino do Campeonato da Europa de Atletismo de 2012 foi disputada entre os dias 27 e 29 de junho de 2012 no Estádio Olímpico de Helsinque em Helsinque,  na Finlândia. 

## Recordes
Antes desta competição, os recordes mundiais e do campeonato nesta prova eram os seguintes:
|                       | Nome              | Nacionalidade | Distância | Local     | Data                   |
| --------------------- | ----------------- | ------------- | --------- | --------- | ---------------------- |
| Recorde mundial       | Barbora Špotáková | Chéquia       | 72m 28cm  | Estugarda | 13 de setembro de 2008 |
| Recorde do campeonato | Mirela Manjani    | Grécia        | 67m 47cm  | Munique   | 8 de agosto de 2002    |
| Recorde europeu       | Barbora Špotáková | Chéquia       | 72m 28cm  | Estugarda | 13 de setembro de 2008 |

## Medalhistas
| Ouro              | Prata                     | Bronze            |
| Vira Rebryk (UKR) | Christina Obergföll (DEU) | Linda Stahl (DEU) |

## Cronograma
Todos os horários são locais (UTC+3).
| Data        | Hora  | Evento       |
| ----------- | ----- | ------------ |
| 27 de junho | 13:45 | Qualificação |
| 29 de junho | 19:30 | Final        |

## Resultados

### Qualificação
Qualificação: Desempenho de 60.00 m (Q) ou os 12 melhores qualificados (q).
| Posição | Grupo | Atleta               | Nacionalidade | #1    | #2    | #3    | Resultados | Notas |
| ------- | ----- | -------------------- | ------------- | ----- | ----- | ----- | ---------- | ----- |
| 1       | A     | Vira Rebryk          | Ucrânia       | 61.84 |       |       | 61.84      | Q     |
| 2       | B     | Goldie Sayers        | Grã-Bretanha  | 58.02 | 60.90 |       | 60.90      | Q     |
| 3       | B     | Linda Stahl          | Alemanha      | 56.50 | 57.59 | 59.65 | 59.65      | q     |
| 4       | B     | Christina Obergföll  | Alemanha      | 58.92 | 59.49 | x     | 59.49      | q     |
| 5       | B     | Sinta Ozoliņa-Kovala | Letônia       | 53.39 | 55.44 | 59.41 | 59.41      | q     |
| 6       | B     | Sanni Utriainen      | Finlândia     | 57.52 | x     | 58.70 | 58.70      | q     |
| 7       | A     | Katharina Molitor    | Alemanha      | 54.49 | 58.34 | x     | 58.34      | q     |
| 8       | A     | Savva Lika           | Grécia        | 53.50 | 57.60 | x     | 57.60      | q     |
| 9       | B     | Līna Mūze            | Letônia       | 57.51 | x     | 53.83 | 57.51      | q     |
| 10      | B     | Tatjana Jelača       | Sérvia        | 57.29 | x     | 52.55 | 57.29      | q,    |
| 11      | A     | Madara Palameika     | Letônia       | 55.85 | 57.24 | 55.47 | 57.24      | q     |
| 12      | A     | Zahra Bani           | Itália        | 55.42 | 56.67 | 54.67 | 56.67      | q     |
| 13      | B     | Ásdís Hjálmsdóttir   | Islândia      | 55.29 | 52.25 | 54.54 | 55.29      |       |
| 14      | A     | Oona Sormunen        | Finlândia     | x     | 52.13 | 54.66 | 54.66      |       |
| 15      | A     | Indrė Jakubaitytė    | Lituânia      | x     | 54.39 | x     | 54.39      |       |
| 16      | B     | Nora Bicet           | Espanha       | 53.61 | x     | 53.80 | 53.80      |       |
| 17      | B     | Vanda Juhász         | Hungria       | 53.65 | 49.15 | x     | 53.65      |       |
| 18      | A     | Raine Kuningas       | Estónia       | 45.93 | 53.65 | x     | 53.65      |       |
| 19      | A     | Laura Whittingham    | Grã-Bretanha  | 52.82 | x     | 50.70 | 52.82      |       |
| 20      | B     | Maria Negoita        | Roménia       | 51.02 | 51.96 | 48.07 | 51.96      |       |
| 21      | A     | Martina Ratej        | Eslovênia     | 51.69 | 50.77 | x     | 51.69      |       |
| 22      | A     | Xénia Nagy           | Hungria       | 51.63 | 50.65 | 47.84 | 51.63      |       |
| 23      | A     | Kristine Harutyunyan | Armênia       | 44.05 | 45.48 | 45.83 | 45.83      |       |

### Final
| Posição           | Atleta               | Nacionalidade | #1    | #2    | #3    | #4    | #5    | #6    | Resultados | Notas                |
| ----------------- | -------------------- | ------------- | ----- | ----- | ----- | ----- | ----- | ----- | ---------- | -------------------- |
| Medalha de ouro   | Vira Rebryk          | Ucrânia       | 57.04 | 63.44 | x     | 62.83 | 66.86 | 64.77 | 66.86      | Recorde nacional     |
| Medalha de prata  | Christina Obergföll  | Alemanha      | 65.12 | x     | 63.53 | 64.55 | x     | 63.17 | 65.12      |                      |
| Medalha de bronze | Linda Stahl          | Alemanha      | 63.69 | 63.47 | 58.53 | 59.29 | x     | 60.76 | 63.69      |                      |
| 4                 | Goldie Sayers        | Grã-Bretanha  | x     | 63.01 | 60.34 | x     | 62.19 | x     | 63.01      |                      |
| 5                 | Katharina Molitor    | Alemanha      | 59.85 | 60.99 | x     | 59.59 | x     | 58.89 | 60.99      |                      |
| 6                 | Sinta Ozoliņa-Kovala | Letônia       | 59.34 | x     | 55.92 | x     | x     | 59.24 | 59.34      |                      |
| 7                 | Tatjana Jelača       | Sérvia        | 54.22 | 53.43 | 57.58 | 51.88 | 54.40 | 53.32 | 57.58      | Recorde da temporada |
| 8                 | Madara Palameika     | Letônia       | x     | 50.21 | 56.82 | x     | 55.21 | x     | 56.82      |                      |
| 9                 | Savva Lika           | Grécia        | 53.84 | 54.83 | 56.25 |       |       |       | 56.25      |                      |
| 10                | Līna Mūze            | Letônia       | 51.42 | 55.60 | 53.97 |       |       |       | 55.60      |                      |
| 11                | Sanni Utriainen      | Finlândia     | 52.57 | 53.79 | 55.14 |       |       |       | 55.14      |                      |
| 12                | Zahra Bani           | Itália        | 53.40 | 53.05 | 53.33 |       |       |       | 53.40      |                      |

Legenda
| Recorde mundial       | Recorde mundial (World record)               |                       | Recorde africano                      | Recorde africano (African) |                                           | Q | Classificado por posição (Qualified) |
| Recorde do campeonato | Recorde do campeonato (Championship record)  | Recorde da América    | Recorde da América (Americas)         | q                          | Classificado por melhor tempo (Qualified) |   |                                      |
| Melhor marca do ano   | Melhor marca do ano (World leading)          | Recorde asiático      | Recorde asiático (Asian)              | DNS                        | Não largou (Did not start)                |   |                                      |
| Recorde nacional      | Recorde nacional (National record)           | Recorde europeu       | Recorde europeu (European)            | DNF                        | Não terminou (Did not finish)             |   |                                      |
| Recorde pessoal       | Recorde pessoal do atleta (Personal best)    | Recorde da Oceania    | Recorde da Oceania (Oceania)          | DSQ / DQ                   | Desclassificado (Disqualified)            |   |                                      |
| Recorde da temporada  | Recorde da temporada do atleta (Season best) | Recorde sul-americano | Recorde sul-americano (South America) | NM                         | Sem marca (No mark)                       |   |                                      |